# Final Fantasy Mystic Quest
Final Fantasy Mystic Quest (с англ. — «Последняя фантазия: Загадочное приключение»), европейское название Mystic Quest Legend, японское ファイナルファンタジーUSA ミスティッククエスト (яп.  файнару фантадзи ю эсу э мисутикку куэсуто) — компьютерная игра в жанре JRPG, разработанная компанией Square и выпущенная в Северной Америке 5 октября 1992 года как «упрощённая ролевая игра, предназначенная для начинающих игроков». Mystic Quest во многом схож с остальными играми серии Final Fantasy, но имеет несколько существенных отличий, обусловленных, в частности, наличием большего количества экшн-элементов. Изменения были вызваны стремлением адаптировать традиционно японский жанр для западного потребителя.

## Игровой процесс
Так же как и остальные части серии Final Fantasy, Mystic Quest отображает игровой мир от третьего лица, игрок перемещает главного героя по локациям, взаимодействует с различными объектами и неигровыми персонажами. Среди существенных отличий от номерных игр — невозможность свободно путешествовать по карте мира, все локации связаны сетью путей (дорожек) и только по ним игрок может перемещать фигурку Бенджамина. Некоторые из путей изначально заблокированы (отображаются в виде серой стрелки), становясь доступными только после определённых сюжетных событий, например, после победы над боссом или выполнения какого-либо задания. Важное значение в игре имеют экшн-элементы: персонаж может прыгать и наносить удары оружием не только во время битвы, но и в ходе исследования подземелий. Топором можно срубить преграждающие путь деревья, бомбами пробить проход в каменной стене, преодолеть пропасть с помощью абордажной кошки и т. п. Игроку предстоит решить множество головоломок, к примеру, в одной из локаций необходимо двигать ледяные колонны, чтобы по ним можно было пройти в другое помещение. Если в предыдущих частях, чтобы сохранить прогресс игры, приходилось искать так называемые «точки сохранения» (англ. save points), то здесь игрок имеет возможность сохраниться в любом месте.

## Сюжет
Игрок управляет молодым героем по имени Бенджамин, который отправляется в путешествие с целью спасти мир. Юноша хочет вернуть украденные кристаллы, управляющие главными четырьмя стихиями.

## Отзывы
| Сводный рейтинг    | Сводный рейтинг |
| Агрегатор          | Оценка          |
| ------------------ | --------------- |
| GameRankings       | 66,90 %         |
| Иноязычные издания |                 |
| Издание            | Оценка          |
| EGM                | 29 of 40        |
| Nintendo Power     | 3,725 of 5      |
| Electronic Games   | 86 %            |
| RPGFan             | 79 %            |
| GMaster            | 75 %            |

Игра получила смешанные отзывы критиков.